# Permittività elettrica
In elettromagnetismo e nella fisica dello stato solido, la permittività elettrica è una grandezza fisica che quantifica la tendenza del materiale a contrastare l'intensità del campo elettrico presente al suo interno.
Descrive quindi il comportamento di un materiale in presenza di un campo elettrico. Viene anche comunemente chiamata costante dielettrica.

## Descrizione
La permittività elettrica è fortemente legata alla suscettività elettrica, ovvero alla predisposizione del materiale a polarizzarsi quando viene applicato un campo elettrico. 
La polarizzazione di atomi e molecole produce un campo elettrico aggiuntivo nel materiale, descritto attraverso il vettore induzione elettrica, e la permittività elettrica ne quantifica l'entità per unità di carica elettrica.
Normalmente la permittività elettrica è indicata col simbolo {\displaystyle \varepsilon } (epsilon), e il suo valore viene solitamente scritto come prodotto {\displaystyle \varepsilon =\varepsilon _{r}\varepsilon _{0}} della permittività relativa {\displaystyle \varepsilon _{r}} e della costante dielettrica del vuoto {\displaystyle \varepsilon _{0}}.
in generale {\displaystyle \varepsilon _{r}} non è costante in ogni punto del materiale, in molti casi però (quando il materiale è omogeneo e isotropo) assume un unico valore caratteristico del materiale la permittività può essere trattata come uno scalare, chiamato impropriamente costante dielettrica.
La permittività di un materiale varia anche a seconda della frequenza del campo elettrico. Per descrivere tale dipendenza si utilizza una funzione complessa della frequenza, attraverso la quale è possibile trattare la propagazione del campo elettromagnetico in mezzi dissipativi (cioè a conducibilità finita) o dispersivi (cioè le cui proprietà elettromagnetiche variano al variare della frequenza dei campi incidenti). Il valore in una data direzione della permittività è quindi un numero complesso, che permette di descrivere la proporzionalità e lo sfasamento fra la polarizzazione nel dielettrico e il campo esterno forzante.
Quando si analizza la permittività dal punto di vista della frequenza del campo si nota che essa può presentare un comportamento anomalo in corrispondenza di certe lunghezze d'onda. Infatti, la parte immaginaria della permittività elettrica segue un andamento risonante in corrispondenza dei suoi poli, dove presenta uno o più picchi. In corrispondenza di questi picchi l'assorbimento da parte del materiale dell'energia posseduta dal campo è massimo.

### Definizione
Il vettore induzione elettrica {\displaystyle \mathbf {D} } descrive il modo in cui un campo elettrico {\displaystyle \mathbf {E} } influenza la disposizione delle cariche elettriche in un mezzo, tenendo conto della polarizzazione elettrica del materiale.
La permittività elettrica {\displaystyle \varepsilon } è la funzione complessa tale che:
{\displaystyle \mathbf {D} =\varepsilon \mathbf {E} }
Si tratta di una grandezza che dipende in generale da diversi parametri, tra i quali la posizione nel mezzo, la frequenza del campo applicato, la temperatura o l'umidità. In particolare, se il materiale è omogeneo e anisotropo la costante dielettrica diventa una matrice; se non è omogeneo i coefficienti della matrice sono una funzione della posizione, e se non è lineare la costante dielettrica dipende dal campo elettrico, ed in generale anche dal tempo. Se la permittività elettrica dipende dalla frequenza il mezzo si dice dispersivo.
Nel caso in cui il mezzo sia lineare, omogeneo e isotropo, ponendo che la sua risposta all'applicazione del campo sia istantanea, la permittività elettrica è uno scalare. Se il materiale non è isotropo la permittività elettrica è un tensore del secondo ordine.
La permittività elettrica si misura in farad al metro nel SI:
{\displaystyle \mathrm {{\frac {F}{m}}={\frac {C^{2}}{m\cdot J}}={\frac {C^{2}}{m^{2}\cdot N}}={\frac {A^{2}\cdot s^{4}}{m^{3}\cdot kg}}} }

## Permittività elettrica relativa
La maggior parte dei materiali isolanti può essere trattata come un dielettrico lineare omogeneo ed isotropo; questo significa che tra il dipolo indotto nel materiale ed il campo elettrico esterno sussiste una relazione lineare. Si tratta di un'approssimazione di largo utilizzo, ed in tal caso i campi {\displaystyle \mathbf {E} } e {\displaystyle \mathbf {D} } sono equivalenti a meno di un fattore di scala:
{\displaystyle \mathbf {D} =\varepsilon _{0}\mathbf {E} +\mathbf {P} =\varepsilon _{0}(1+\chi )\mathbf {E} =\varepsilon _{r}\varepsilon _{0}\mathbf {E} =\varepsilon \mathbf {E} }
Il numero {\displaystyle \varepsilon _{0}} è una costante detta permittività elettrica del vuoto che vale:
{\displaystyle \varepsilon _{0}={\frac {1}{{c}^{2}\mu _{0}}}\approx 8{,}8541878176\cdot 10^{-12}\ \mathrm {\frac {F}{m}} }
dove {\displaystyle c} è la velocità della luce nel vuoto e {\displaystyle \mu _{0}} è la permeabilità magnetica nel vuoto.
Il numero {\displaystyle \varepsilon _{r}} (elemento di un tensore) è la permittività elettrica relativa, mentre {\displaystyle \chi } è la suscettività elettrica del mezzo, che è definita come la costante di proporzionalità tra il campo {\displaystyle \mathbf {E} } ed il conseguente vettore di polarizzazione {\displaystyle \mathbf {P} }.
Come conseguenza si ha:
{\displaystyle \mathbf {P} =(\varepsilon _{r}-1)\varepsilon _{0}\mathbf {E} =\varepsilon _{0}\chi \mathbf {E} }
La suscettività è quindi legata alla permittività relativa {\displaystyle \varepsilon _{r}} mediante la relazione:
{\displaystyle \chi =\varepsilon _{r}-1}
(che nel vuoto diventa {\displaystyle \chi =0}), ed è legata alla polarizzabilità delle singole particelle attraverso l'equazione di Clausius-Mossotti.
Nel dominio delle frequenze, per un mezzo lineare e indipendente dal tempo sussiste la relazione:
{\displaystyle \mathbf {D(\nu )} =\varepsilon (\nu )\mathbf {E} (\nu )}
dove {\displaystyle \nu } è la frequenza del campo. Il vettore di polarizzazione per un mezzo non lineare, né omogeneo, né isotropo, dipende a sua volta dal campo attraverso il tensore di polarizzazione.
La velocità di fase {\displaystyle v={c \over n}} del campo elettromagnetico che si propaga nel mezzo è inoltre data da:
{\displaystyle \varepsilon \mu ={\frac {1}{v^{2}}}}
Nel caso dell'aria, la permittività elettrica è {\displaystyle \varepsilon _{r}=1{,}00059}, approssimata ad 1 che è il valore assegnato alla costante dielettrica relativa nel vuoto. L'aria è l'unico mezzo fisico che di fatto viene assimilato allo spazio vuoto.

## Modello per la permittività elettrica
In un dielettrico perfetto per descrivere la formazione di un dipolo elettrico si assume che le cariche {\displaystyle e}, costituite da elettroni o ioni di massa {\displaystyle m}, siano legate agli atomi attraverso una forza {\displaystyle \mathbf {F} } di tipo armonico:
{\displaystyle \mathbf {F} =-m\omega _{0}^{2}\mathbf {x} =-e\mathbf {E} }
dove {\displaystyle \omega _{0}} la frequenza di oscillazione attorno al punto di equilibrio ed {\displaystyle \mathbf {E} } il campo applicato. Il momento di dipolo elettrico indotto è dato pertanto dalla relazione:
{\displaystyle \mathbf {p} =e\mathbf {x} ={\frac {e^{2}}{m\omega _{0}^{2}}}\mathbf {E} }
Si consideri ora un dielettrico non ideale ed un campo elettrico {\displaystyle \mathbf {E} (\mathbf {x} ,t)} oscillante, cioè dipendente dal tempo per mezzo di un fattore {\displaystyle e^{i\omega t}}. L'equazione del moto per le cariche deve essere modificata in modo da tenere conto degli effetti di smorzamento, che sono in genere proporzionali alla velocità per mezzo di una costante di smorzamento {\displaystyle \gamma }. Si ha pertanto:
{\displaystyle \mathbf {F} =m{\ddot {\mathbf {x} }}=-m\gamma {\dot {\mathbf {x} }}-m\omega _{0}^{2}\mathbf {x} -e\mathbf {E} (\mathbf {x} ,t)}
e l'equazione del moto assume pertanto la forma:
{\displaystyle m[{\ddot {\mathbf {x} }}+\gamma {\dot {\mathbf {x} }}+\omega _{0}^{2}\mathbf {x} ]=-e\mathbf {E} (\mathbf {x} ,t)}
Grazie alla dipendenza {\displaystyle e^{i\omega t}} del campo si può porre {\displaystyle \mathbf {x} =\mathbf {x} _{0}e^{i\omega t}}. Inserendo le derivate di {\displaystyle \mathbf {x} } nell'equazione del moto si ottiene:
{\displaystyle \mathbf {x} ={\frac {e}{m(\omega _{0}^{2}-\omega ^{2}-i\omega \gamma )}}\mathbf {E} }
Quindi il momento di dipolo per il singolo elettrone è dato da:
{\displaystyle \mathbf {p} =-e\mathbf {x} ={\frac {e^{2}}{m(\omega _{0}^{2}-\omega ^{2}-i\omega \gamma )}}\mathbf {E} }
Si supponga vi siano {\displaystyle N} molecole per unità di volume con {\displaystyle Z} elettroni ciascuna, e che per ogni molecola vi siano {\displaystyle f_{j}} elettroni legati da una forza armonica con frequenza {\displaystyle \omega _{j}} e costante di smorzamento {\displaystyle \gamma _{j}}. Dal momento che:
{\displaystyle \mathbf {D} =\varepsilon (\omega )\mathbf {E} =\varepsilon _{0}\mathbf {E} +\varepsilon _{0}\chi \mathbf {E} =\varepsilon _{0}\mathbf {E} +\mathbf {P} =\varepsilon _{0}\mathbf {E} +N\mathbf {p} }
dove {\displaystyle \chi } è la suscettività elettrica e {\displaystyle \mathbf {P} } la polarizzazione elettrica, l'espressione della permittività elettrica è la seguente:
{\displaystyle {\frac {\varepsilon (\omega )}{\varepsilon _{0}}}=1+\chi =1+{\frac {Ne^{2}}{\varepsilon _{0}m}}\sum _{j}{\frac {f_{j}}{\omega _{j}^{2}-\omega ^{2}-i\omega _{j}\gamma }}}
con:
{\displaystyle \sum _{j}f_{j}=Z}
Si nota che nei materiali conduttori la frequenza {\displaystyle \omega =0} è risonante. Il valore di {\displaystyle \varepsilon (\omega )} è solitamente reale, eccetto nel range prossimo alle frequenze di risonanza, in cui la parte reale del denominatore si avvicina a zero.
Il modello sviluppato permette di distinguere due tipologie di dispersione:
- Si definisce dispersione normale la dispersione in una regione dello spettro lontana dalle frequenze di risonanza, in cui la parte reale di {\displaystyle \varepsilon (\omega )} aumenta al crescere di {\displaystyle \omega }.
- Si definisce dispersione anomala la dispersione in prossimità dalle frequenze di risonanza, in cui la parte reale di {\displaystyle \varepsilon (\omega )} decresce al crescere di {\displaystyle \omega }. In tal caso la parte immaginaria {\displaystyle \Im (\varepsilon )} di {\displaystyle \varepsilon (\omega )} è significativa: tale fenomeno è detto assorbimento risonante.

Si verifica talvolta che {\displaystyle \Im (\varepsilon )<0}: in tal caso il materiale cede energia al campo, e tale fenomeno è sfruttato ad esempio nella realizzazione del laser.
La dipendenza della permittività elettrica dalla frequenza del campo è rilevante quando la relativa lunghezza d'onda ha lo stesso ordine di grandezza dell'ampiezza dell'oscillazione delle cariche. Nei materiali dielettrici, pertanto, la polarizzazione avviene solitamente a partire da lunghezze d'onda confrontabili con la dimensione atomica o molecolare, che corrispondono alla regione dello spettro al di sotto del visibile. Nei conduttori, invece, le oscillazioni compiute dagli elettroni liberi sono di ampiezza maggiore poiché non vengono smorzate dalla vicinanza dei nuclei, e la modellizzazione della permittività elettrica diventa più elaborata.

## Dispersione e causalità
La polarizzazione di un materiale in risposta ad un campo elettrico non è in generale istantanea. Il fatto che la permittività elettrica dipenda dalla frequenza implica che la relazione tra i campi {\displaystyle \mathbf {E} } e {\displaystyle \mathbf {D} }, data da:
{\displaystyle \mathbf {D} (\mathbf {x} ,\omega )=\varepsilon (\omega )\mathbf {E} (\mathbf {x} ,\omega )}
è temporalmente non-locale. Considerando la rappresentazione per mezzo della trasformata di Fourier:
{\displaystyle \mathbf {D} (\mathbf {x} ,t)={\frac {1}{\sqrt {2\pi }}}\int _{-\infty }^{\infty }\mathbf {D} (\mathbf {x} ,\omega )e^{-i\omega t}d\omega \qquad \mathbf {D} (\mathbf {x} ,\omega )={\frac {1}{\sqrt {2\pi }}}\int _{-\infty }^{\infty }\mathbf {D} (\mathbf {x} ,t')e^{i\omega t'}dt'}
ed inserendola nella precedente relazione, si ottiene:
{\displaystyle \mathbf {D} (\mathbf {x} ,t)={\frac {1}{\sqrt {2\pi }}}\int _{-\infty }^{\infty }\varepsilon (\omega )\mathbf {E} (\mathbf {x} ,\omega )e^{-i\omega t}d\omega }
Inserendo in tale espressione l'analoga rappresentazione di Fourier per {\displaystyle \mathbf {E} }, si ha:
{\displaystyle \mathbf {D} (\mathbf {x} ,t)={\frac {1}{2\pi }}\int _{-\infty }^{\infty }\varepsilon (\omega )e^{-i\omega t}d\omega \int _{-\infty }^{\infty }\mathbf {E} (\mathbf {x} ,t')e^{i\omega t'}dt'}
Ponendo che si possa invertire l'ordine di integrazione:
{\displaystyle \mathbf {D} (\mathbf {x} ,t)=\varepsilon _{0}\left[\mathbf {E} (\mathbf {x} ,t)+\int _{-\infty }^{\infty }\chi (t')\mathbf {E} (\mathbf {x} ,t-t')dt'\right]}
dove {\displaystyle \chi (t')} è la trasformata di Fourier di {\displaystyle \chi (\omega )}:
{\displaystyle \chi (t')={\frac {1}{2\pi }}\int _{-\infty }^{\infty }\chi (\omega )e^{-i\omega t'}d\omega ={\frac {1}{2\pi }}\int _{-\infty }^{\infty }\left({\frac {\varepsilon (\omega )}{\varepsilon _{0}}}-1\right)e^{-i\omega t'}d\omega }
I campi {\displaystyle \mathbf {D} } ed {\displaystyle \mathbf {E} } sono dunque funzione di {\displaystyle t} in due tempi diversi, in quanto il campo che si manifesta nel materiale al tempo {\displaystyle t} in seguito alla polarizzazione atomica e molecolare dipende dal campo esterno {\displaystyle \mathbf {E} } ad un diverso istante temporale.

### Suscettività elettrica
Si consideri un modello per la permittività elettrica in cui vi sia una sola frequenza di risonanza. In accordo con la descrizione di {\displaystyle \varepsilon (\omega )} mostrata in precedenza, si ha:
{\displaystyle {\frac {\varepsilon (\omega )}{\varepsilon _{0}}}=1+\chi _{e}=1+{\frac {\omega _{p}^{2}}{\omega _{0}^{2}-\omega ^{2}-i\omega _{j}\gamma }}}
La trasformata della suscettività elettrica assume in tal caso la forma:
{\displaystyle \chi (t')={\frac {\omega _{p}^{2}}{2\pi }}\int _{-\infty }^{\infty }{\frac {e^{-i\omega t'}}{\omega _{0}^{2}-\omega ^{2}-i\omega _{j}\gamma }}d\omega =\omega _{p}^{2}e^{-{\frac {\gamma t'}{2}}}{\frac {\sin(\nu _{0}t')}{\nu _{0}}}\theta (t')}
dove {\displaystyle \theta (t')} è la funzione gradino e:
{\displaystyle \nu _{0}^{2}=\omega _{0}^{2}-{\frac {\gamma ^{2}}{4}}}
La funzione {\displaystyle \chi (t')} oscilla con uno smorzamento dato dal termine esponenziale, in cui compare la costante di smorzamento della forza armonica che agisce sulle cariche. La presenza della funzione gradino garantisce il rispetto del principio di causalità, poiché annulla {\displaystyle \chi (t')} per tempi negativi.
Si giunge in questo modo all'espressione più generale che lega i campi {\displaystyle \mathbf {D} } ed {\displaystyle \mathbf {E} } in un mezzo uniforme ed isotropo:
{\displaystyle \mathbf {D} (\mathbf {x} ,t)=\varepsilon _{0}\left[\mathbf {E} (\mathbf {x} ,t)+\int _{0}^{\infty }\chi (t')\mathbf {E} (\mathbf {x} ,t-t')dt'\right]}
dove l'integrazione avviene a partire da {\displaystyle t'=0}. Si tratta di una relazione causale, spazialmente locale e lineare.

### Permittività complessa

Spettro in frequenza della permittività elettrica dell'aria, in cui è la parte reale, che caratterizza l'energia immagazzinata nel mezzo, mentre è la parte immaginaria, e descrive la dissipazione di energia nel mezzo. Si evidenziano sistemi fisici che ne determinano l'andamento in corrispondenza del rispettivo range di frequenze caratteristico.

La permittività elettrica è espressa attraverso la relazione:
{\displaystyle {\frac {\varepsilon (\omega )}{\varepsilon _{0}}}=1+\int _{0}^{\infty }\chi (t')e^{i\omega t'}dt'}
dalla quale si evince che se la suscettività è finita ad ogni tempo e si annulla ad un tempo infinito, allora la permittività elettrica è una funzione analitica nel semipiano superiore del piano complesso.
Il fatto che in seguito all'applicazione di un campo elettrico la polarizzazione elettrica non sia istantanea, e che pertanto la risposta del mezzo dipenda dalla frequenza del campo, viene espresso attraverso una differenza di fase tra il campo e la risposta del materiale. La dipendenza dalla frequenza motiva pertanto il fatto che la permittività sia descritta da una funzione complessa {\displaystyle {\widehat {\varepsilon }}(\omega )} della frequenza angolare, poiché in questo modo è possibile specificarne ampiezza e sfasamento. La definizione può essere scritta nella forma:
{\displaystyle D_{0}e^{-i\omega t}={\widehat {\varepsilon }}(\omega )E_{0}e^{-i\omega t}}
dove {\displaystyle D_{0}} ed {\displaystyle E_{0}} sono le ampiezze dei campi {\displaystyle \mathbf {D} } ed {\displaystyle \mathbf {E} }. La risposta del mezzo ad un campo elettrico statico è descritta dal limite alle basse frequenze, nel quale la permittività viene detta permittività statica e viene denotata con {\displaystyle \varepsilon _{\text{s}}}. In tale limite si ha:
{\displaystyle \varepsilon _{\text{s}}=\lim _{\omega \rightarrow 0}{\widehat {\varepsilon }}(\omega )}
Mentre la permittività statica consente una buona approssimazione per basse frequenze del campo, al crescere della frequenza lo sfasamento {\displaystyle \delta } tra {\displaystyle \mathbf {D} } ed {\displaystyle \mathbf {E} } diventa significativo. Il range di frequenze nel quale inizia a manifestarsi tale differenza di fase dipende dalla temperatura e dalle caratteristiche del materiale. Per {\displaystyle D_{0}} ed {\displaystyle E_{0}} relativamente piccoli i campi rimangono proporzionali, e si ha:
{\displaystyle {\widehat {\varepsilon }}={\frac {D_{0}}{E_{0}}}=|\varepsilon |e^{i\delta }\qquad {\widehat {\varepsilon }}(\omega )={\frac {D_{0}}{E_{0}}}\left(\cos \delta +i\sin \delta \right)}
La funzione {\displaystyle {\widehat {\varepsilon }}(\omega )}, essendo analitica nel semipiano superiore ed avendo poli soltanto per frequenze con parte immaginaria positiva, soddisfa le relazioni di Kramers-Kronig:
{\displaystyle \Re \left[{\frac {\varepsilon (\omega )}{\varepsilon _{0}}}\right]=1+{\frac {1}{\pi }}{\mathcal {P}}\int _{-\infty }^{\infty }{\frac {\Im \left({\frac {\varepsilon (\omega ')}{\varepsilon _{0}}}\right)}{\omega '-\omega }}d\omega '\qquad \Im \left[{\frac {\varepsilon (\omega )}{\varepsilon _{0}}}\right]=-{\frac {1}{\pi }}{\mathcal {P}}\int _{-\infty }^{\infty }{\frac {\Re \left({\frac {\varepsilon (\omega ')}{\varepsilon _{0}}}\right)-1}{\omega '-\omega }}d\omega '}
dove {\displaystyle {\mathcal {P}}} denota il valore principale di Cauchy. La parte reale caratterizza l'energia immagazzinata nel mezzo, mentre la parte immaginaria descrive la dissipazione di energia nel mezzo. In particolare, se la parte immaginaria di è positiva il campo cede energia al materiale, mentre se è negativa è il mezzo a fornire energia al campo.
Nei solidi, la funzione dielettrica ottica è data da:
{\displaystyle \varepsilon (\omega )=1+{\frac {8\pi ^{2}e^{2}}{m^{2}}}\sum _{c,v}\int W_{c,v}(E)\left[\varphi (\hbar \omega -E)-\varphi (\hbar \omega +E)\right]\,dx}
dove {\displaystyle W_{c,v}(E)} rappresenta il prodotto della probabilità di transizione, mediata nella zona di Brillouin e relativa all'energia {\displaystyle E}, con la densità di stati. La funzione {\displaystyle \varphi } determina inoltre lo sparpagliamento dei livelli energetici in seguito allo scattering, e solitamente è una via intermedia tra una lorentziana ed una gaussiana. La parte immaginaria di {\displaystyle \varepsilon (\omega )} è così direttamente collegata con la probabilità di assorbimento di fotoni da parte del mezzo. Nel limite alle alte frequenze la permittività complessa è talvolta denotata con {\displaystyle \varepsilon _{\infty }}, ed oltre la frequenza di plasma i dielettrici si comportano come metalli ideali.

### Polarizzazione
Il vettore di polarizzazione risulta essere una funzione dipendente dal tempo:
{\displaystyle \mathbf {P} (t)=\varepsilon _{0}\int _{-\infty }^{t}\chi (t-t')\mathbf {E} (t')\,dt'}
Tale definizione è generale, in quanto tiene conto della non-località della relazione tra {\displaystyle \mathbf {P} } ed {\displaystyle \mathbf {E} }: la polarizzazione è la convoluzione del campo elettrico a tempi precedenti con la suscettività dipendente dal tempo {\displaystyle \chi (t-t')}. Il limite superiore di tale integrale può essere esteso all'infinito definendo:
{\displaystyle \chi (t-t')=0\qquad t-t'<0}
Una risposta istantanea corrisponde matematicamente alla delta di Dirac:
{\displaystyle \chi (t-t')=\chi \delta (t-t')}
In un sistema lineare è conveniente considerare la trasformata di Fourier e scrivere la precedente relazione nel dominio della frequenza, nel quale per il teorema di convoluzione il prodotto di convoluzione di due funzioni viene espresso con il prodotto semplice delle rispettive trasformate:
{\displaystyle \mathbf {P} (\omega )=\varepsilon _{0}\chi (\omega )\mathbf {E} (\omega )}
La dipendenza dalla frequenza della suscettività determina la dipendenza dalla frequenza della permittività, e l'andamento della suscettività rispetto alla frequenza caratterizza le proprietà dispersive del materiale.

## Importanza in chimica

Dipendenza della permittività elettrica relativa (statica, frequenza tendente a 0) dell'acqua in funzione della temperatura, a pressione costante di 10 MPa (assoluta)

In chimica, particolarmente importante risulta la valutazione della permittività elettrica che caratterizza un dato solvente, in quanto questa grandezza permette di stabilire quale solvente sia più opportuno per portare in soluzione un dato soluto. Ad esempio, l'acqua è uno dei solventi polari che possiede permittività elettrica relativa molto elevata (78.5) ed è perciò in grado di solubilizzare i composti ionici o fortemente polari. Solo alcuni acidi acquosi molto forti possiedono una permittività elettrica superiore all'acqua es: acido nitrico, acido perclorico, acido tricloro- o trifluoroacetico. Di contro il benzene, con valore della costante dielettrica relativa 2.30, risulta un solvente molto utile per ottenere soluzioni di composti organici poco polari (o apolari) e non idrosolubili. L'etanolo è un solvente con caratteristiche intermedie, possedendo {\displaystyle \varepsilon _{r}} eguale a 28. In conclusione più è elevata la permittività elettrica di un solvente, maggiore è la sua solubilità nei confronti di elettroliti.
La costante dielettrica di un solvente non è utile solamente nello studio della solubilità, ma risulta anche un importante parametro nella trattazione di processi elettrochimici, quale ad esempio l'elettroforesi, o nella trattazione termodinamica dei colloidi.